# Kolonnade

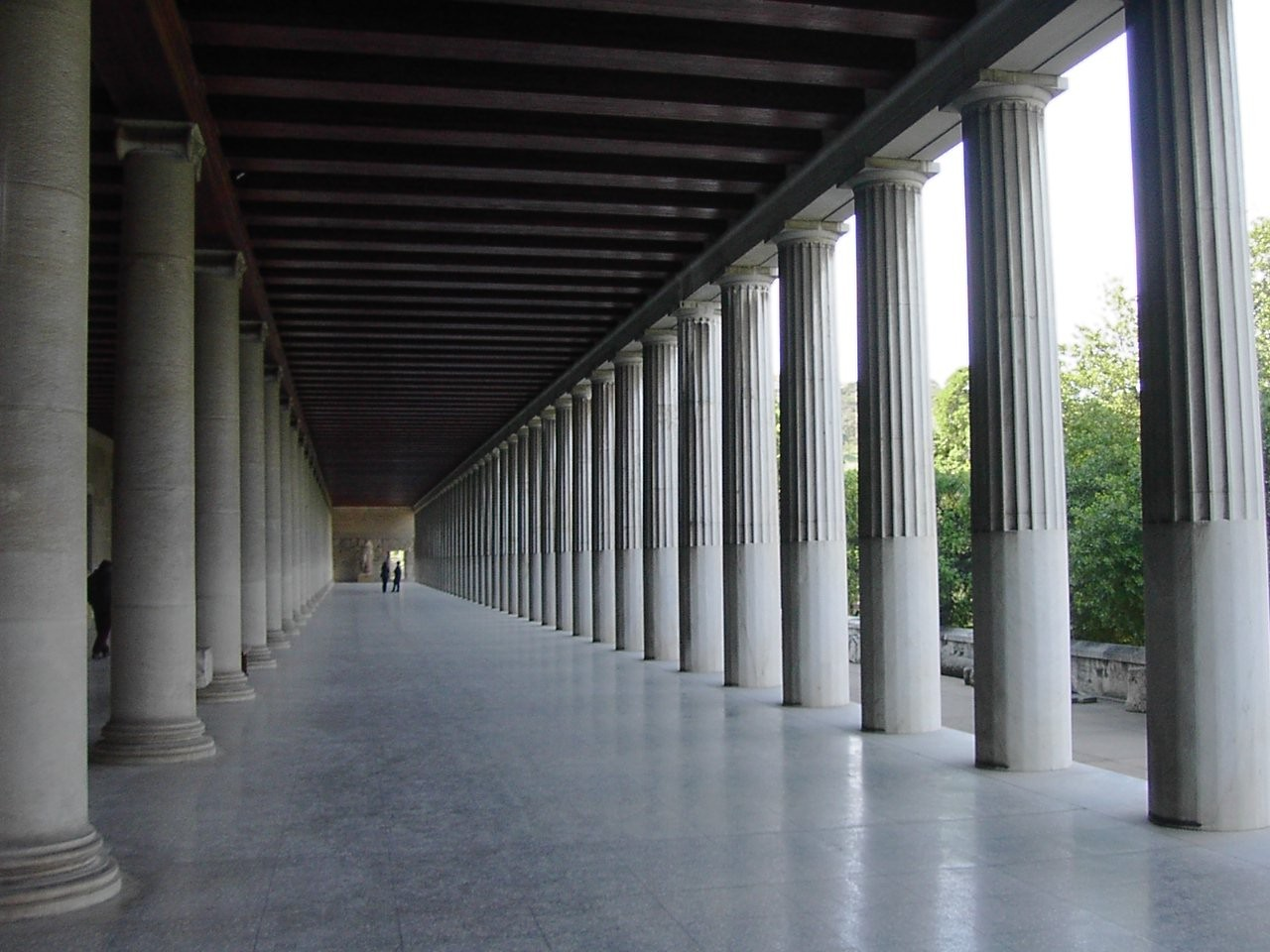
Stoa in Athen (Rekonstruktion)

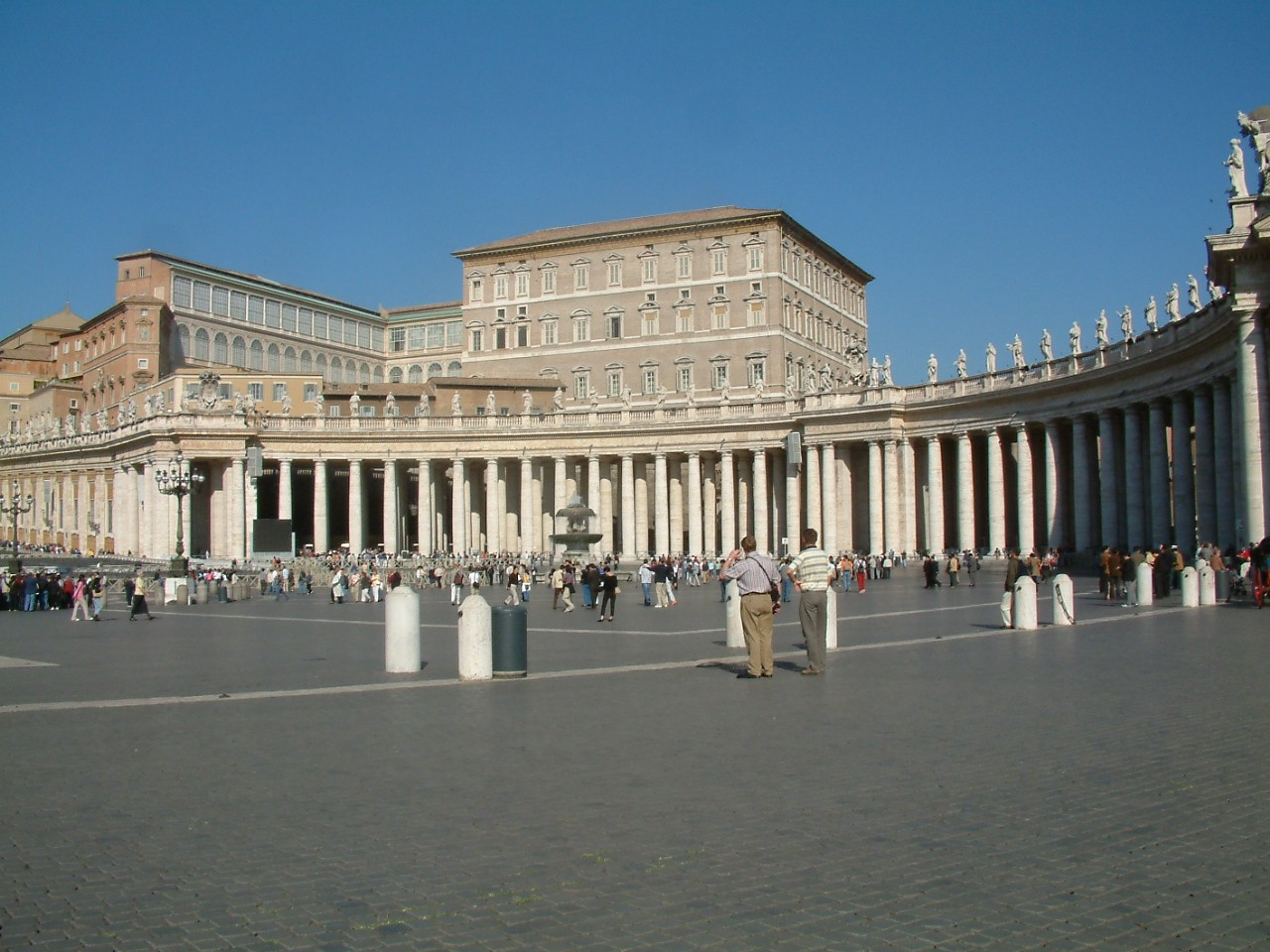
Kolonnaden am Petersplatz in Rom

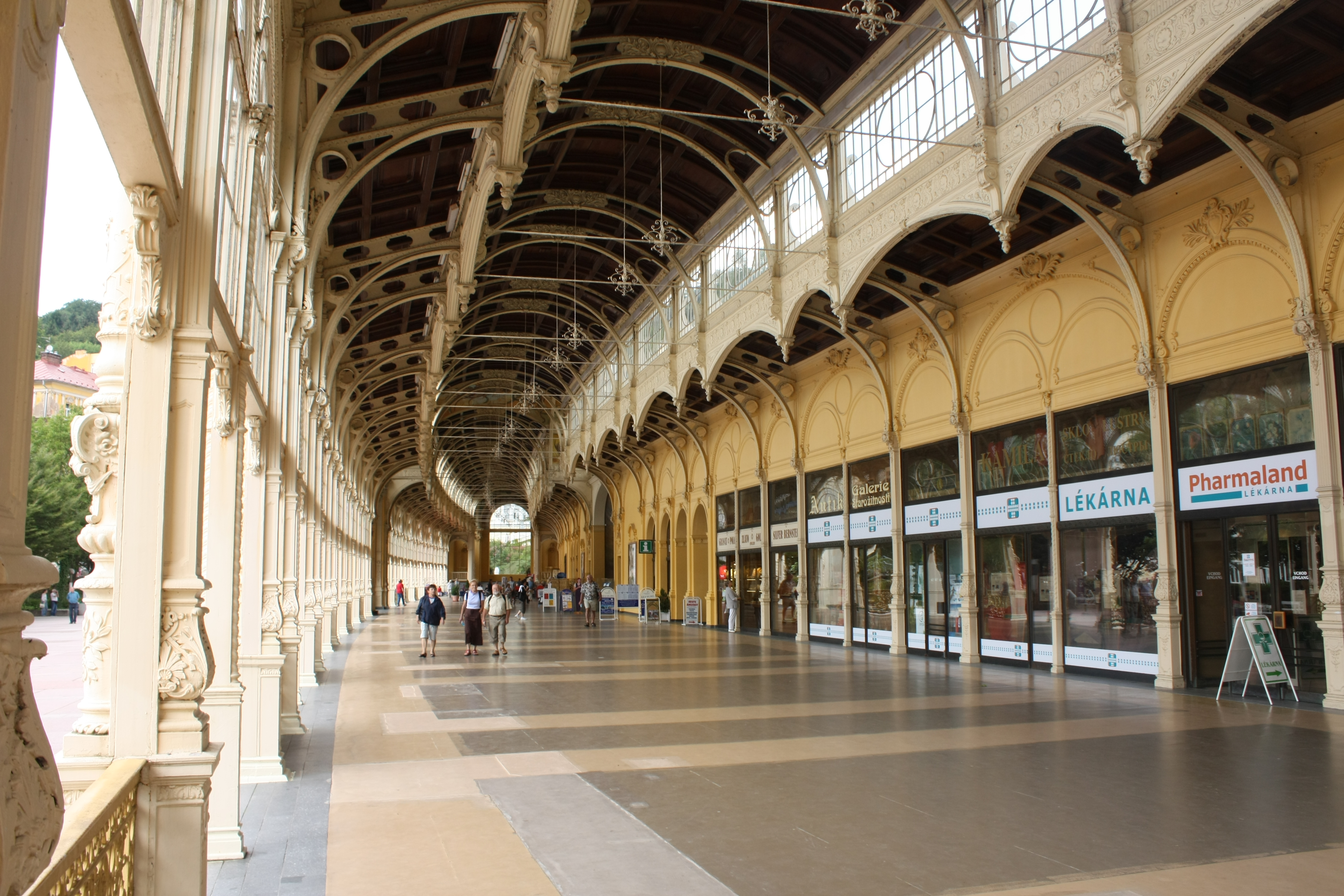
Innenansicht der Kolonnade in Marienbad

Eine Kolonnade ist ein Säulengang (lateinisch columna ‚Säule‘), der im Unterschied zur Arkade und zum Bogengang ein gerades Gebälk besitzt, einen Architrav. Sie entspricht damit dem Portikus in der ursprünglichen Bedeutung des Begriffs.

## Geschichte
Kolonnaden waren bereits in archaischer Zeit bekannt und wurden außer in Heiligtümern etwa auch zur Einfassung öffentlicher Plätze wie der Agora von Athen errichtet. Sie wurden als Stoa bezeichnet. Antike Anlagen wie zum Beispiel die mit Säulen gestützten Terrassen des Herkules-Heiligtums in Palestrina (Praeneste) sind bemerkenswerte Beispiele. 
Außen um einen Tempel herumlaufende Kolonnaden werden auch als Pteron bezeichnet, die Säulenreihe selber als Peristasis.
Auch im römischen Städtebau waren Kolonnaden ein wichtiges architektonisches Element. Von Säulengängen gesäumte Straßen sind vor allem für römische Stadtgründungen im Nahen Osten charakteristisch.
Kolonnaden werden im Städtebau des Barocks und des Klassizismus sowohl als selbständige Bauten als auch als Teile von Bauwerken eingesetzt. Weltbekanntes Beispiel barocker Baukunst sind die vier Säulen tiefen Kolonnaden Gian Lorenzo Berninis, die den ellipsenförmigen Teil des Petersplatzes vor dem Petersdom in Rom an zwei Seiten umschließen.

## Beispiele
In Mitteleuropa wurden Kolonnaden im wiederaufkommenden Klassizismus des 19. Jahrhunderts besonders in der Kurarchitektur verwendet (siehe die Trinkhallen von Lauterbach, bei Putbus, Karlsbad, Marienbad, Kyselka, Heiligendamm). Karl Friedrich Schinkel entdeckte die Kolonnade als architektonisches Element des humanistischen Bildungsideals der Romantik wieder.
In Berlin ist der 1860 nach einem Entwurf von Friedrich August Stüler vollendete Kolonnadenhof auf der Museumsinsel eine bekannte Sehenswürdigkeit. Ein weiteres berühmtes Beispiel sind die durch Carl von Gontard 1780 auf der Königsbrücke am Alexanderplatz errichteten Königskolonnaden, die seit Anfang des 20. Jahrhunderts im Kleistpark stehen. In der Mohrenstraße stehen Kolonnaden, die sich noch am ursprünglichen Ort (seit 1787) befinden, die Mohrenkolonnaden von Carl Gotthard Langhans.